# Tempête de neige sur la jungle
Pour les articles homonymes, voir Tempête (homonymie).
Tempête de neige sur la jungle est un film documentaire français réalisé par Jacques-Yves Cousteau en 1984.

## Fiche technique
- titre anglais : Snowstorm in the jungle[1]
- Réalisation : Jacques-Yves Cousteau
- Durée : 45 minutes